# Asiatische Mörtelbiene
|  | Dieser Artikel wurde aufgrund von formalen oder inhaltlichen Mängeln in der Qualitätssicherung Biologie im Abschnitt „Insekten“ zur Verbesserung eingetragen. Dies geschieht, um die Qualität der Biologie-Artikel auf ein akzeptables Niveau zu bringen. Bitte hilf mit, diesen Artikel zu verbessern! Artikel, die nicht signifikant verbessert werden, können gegebenenfalls gelöscht werden. Lies dazu auch die näheren Informationen in den Mindestanforderungen an Biologie-Artikel. Begründung: Vollprogramm |

Die Asiatische Mörtelbiene (Megachile sculpturalis) ist eine Art aus der Gattung Megachile (Blattschneider- und Mörtelbienen).
Ursprünglich in Asien beheimatet, hat sie sich mittlerweile auch in Nordamerika und Europa ausgebreitet. Die Asiatische Mörtelbiene war die erste adventive Bienenart in Europa.

## Merkmale
Die Körperlänge beträgt 19–22 mm bei Männchen und 21–25 mm bei Weibchen. Die Art gilt innerhalb der Familie Megachilidae als relativ groß. Die Mandibeln sind groß und die Flügel transparent mit einer bräunlichen Farbe, die sich Richtung Spitzen zunehmend verdunkelt. Kopf und Thorax sind überwiegend schwarz, das Abdomen  glänzend und unbehaart, während der Thorax dicht mit gelbbraunen Pubeszenzhaaren bewachsen ist. Bei Männchen ist das Abdomen stumpf und quadratisch, während es sich bei Weibchen zum Ende hin verjüngt. Die Weibchen besitzen vierzähnige Mandibeln.

## Verbreitung
Die Asiatische Mörtelbiene kam ursprünglich nur in China, Korea, Japan und Taiwan vor. Im Jahr 1994 wurde die Art erstmals im östlichen Nordamerika nachgewiesen, 2008 wurde sie auch in Europa gefunden. Innerhalb Asiens konnte Megachile sculpturalis inzwischen auch in Indien nachgewiesen werden.
Nachdem die Asiatische Mörtelbiene bereits 2010 in der Schweiz für das Tessin belegt wurde, trat sie nördlich der Alpen in Deutschland erstmals 2015 auf. Seither hat sie sich über Baden-Württemberg und Bayern bis in das Saarland, nach Rheinland-Pfalz und Hessen ausgebreitet. In Österreich stammt die erste Fundmeldung der Art aus dem Jahr 2017.